# Chersodromia ratti
Chersodromia ratti är en tvåvingeart som beskrevs av Raffone 1987. Chersodromia ratti ingår i släktet Chersodromia och familjen puckeldansflugor.
Artens utbredningsområde är Seychellerna. Inga underarter finns listade i Catalogue of Life.